# Steve Martland
Steve Martland (født 10. oktober 1959, død 6. maj 2013) var en engelsk komponist.
Med det erklærede mål, at bringe musikken tilbage på gaden startede han sit ensemble Steve Martland Band og med dette band er han en af de mest kontroversielle skikkelser på den engelske scene for ny engelsk musik. Blandt han mange værker kan nævnes orkesterstykket Babi Yar fra 1983 og Shoulder to Schoulder for 13 musikere fra 1986.